# Aneurhynchus pygmaeus
Aneurhynchus pygmaeus is een vliesvleugelig insect uit de familie van de Diapriidae. De wetenschappelijke naam van de soort is voor het eerst geldig gepubliceerd in 1963 door Hellen.